# Оболенская, Юлия Леонардовна
Ю́лия Леона́рдовна Оболе́нская (род. 2 марта 1952, Москва) — советский и российский филолог-испанист, доктор филологических наук, профессор, заведующая кафедрой иберо-романского языкознания филологического факультета МГУ (с 2008), руководитель Центра иберо-романских исследований (с 2010). Специалист по вопросам истории, теории и практики художественного перевода, испанской литературы и культуры, испано-русских культурных взаимосвязей, мифологии народов Испании.

## Биография
Родилась 2 марта 1952 года в Москве в семье инженера-конструктора,  изобретателя СССР, кандидата технических наук В. С. Оболенской и эксперта-экономиста, лауреата премий ВДНХ и Совета министров СССР Л. А. Оболенского. Окончила филологический факультет МГУ имени М. В. Ломоносова (1977), с 1976 года начала преподавать на факультете. В 1980 году защитила кандидатскую диссертацию, посвященную анализу переводов произведений Ф. М. Достоевского в Испании, в 1997 году — докторскую диссертацию о взаимодействии испанского языка с иноязычными культурами (на материале переводов произведений русских писателей XIX века в Испании и Латинской Америке).

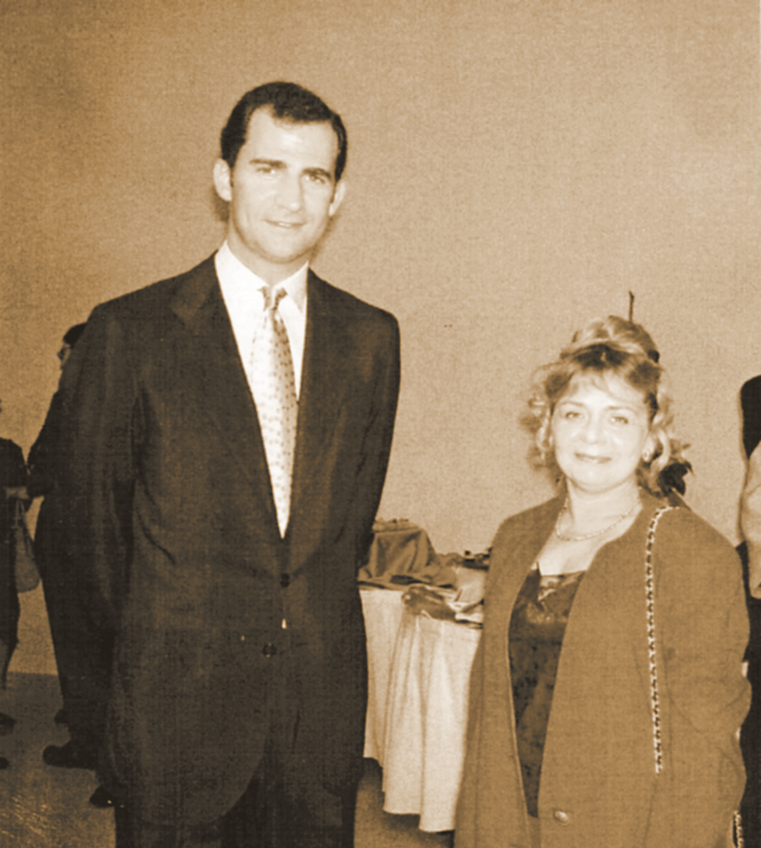
Его Королевское Высочество Принц Астурийский Фелипе де Бурбон (с 2014 года — король Испании Филипп VI) и Ю. Л. Оболенская в 2003 г.

В 1981—1982 годах преподавала русский язык и читала лекции в Обществе дружбы «Испания—СССР» (Мадрид, Испания). С 1980 по 1987 год сотрудничала с журналом «Советская литература» (на испанском языке). В 1992 году инициировала создание на филологическом факультете МГУ Центра теории и практики перевода, занимавшегося научно-методической работой и подготовкой переводчиков, до 2001 года руководила Центром. Читала курсы, посвященные теории и истории перевода, психолингвистике и русско-испанским культурным взаимосвязям как приглашенный профессор в Университете Комплутенсе (Испания — 1990, 1992, 1995), Университете Валенсии (Испания — 1995), Университете Триеста (Италия — 1993, 1995, 1999), Болонском университете (Италия — 1999). Выступила с докладами более чем на 150 научных международных конференциях в России, Испании, Италии и Германии, в том числе была докладчиком, открывавшим II Международный конгресс по истории перевода (Леон, Испания, 1992).
Автор более 160 научных и научно-популярных работ, среди которых монографии, учебные пособия, статьи в энциклопедиях, научных журналах и периодических изданиях, опубликованные в России, Испании, Италии и Бразилии. Писала статьи для энциклопедий, посвященных жизни и творчеству Л. Н. Толстого и А. Н. Островского. Является членом редколлегии полного собрания сочинений А. Н. Островского. С 2006 года — редактор сборника «Вопросы иберо-романистики».
С 2008 года — заведующая кафедрой иберо-романского языкознания филологического факультета; в 2010 году выступила инициатором создания Центра иберо-романских исследований МГУ имени М. В. Ломоносова и является его руководителем. В 2000 году Ю. Л. Оболенской было присвоено звание профессора, в 2010 году она была удостоена почетного звания «Заслуженный профессор Московского университета». Награждена медалью «В память 850-летия Москвы» и юбилейным нагрудным знаком «250 лет МГУ имени М. В. Ломоносова».

## Основные работы

### Монографии и учебные пособия
- Оболенская Ю. Л. Диалог культур и диалектика перевода. Судьбы произведений русских писателей XIX века в Испании и Латинской Америке. М.: МГУ, 1998.
- Оболенская Ю. Л. Легенды и предания Испании. М.: Высшая школа, 2004.
- Оболенская Ю. Л. Mitos y leyendas de España / Легенды и предания Испании: С обширными лингвокультурологическими, историческими, грамматическими комментариями: Учебное пособие. Изд. 2-е, перераб. и доп. М.: URSS, 2015. (Изд. 4-е, испр. и доп. — М.: URSS, 2019; Изд. 6-е — М.: URSS, 2022.)
- Оболенская Ю. Л. Художественный перевод и межкультурная коммуникация. М.: Высшая школа, 2006. (Изд. 2-е, испр. и доп. — М.: URSS, 2006; Изд. 3-е, испр. — М.: URSS, 2010; Изд. 6-е — М.: URSS, 2019.)
- Оболенская Ю. Л. Мир испанского языка и культуры: очерки, исследования, словарь суеверий и символов. М.: URSS, 2018.

### Коллективные монографии и учебные пособия
- Введение в литературоведение. Учебник / Л. В. Чернец и др. М.: Высшая школа, 2004. (Изд. 6-е, пер. и доп. — М.: Издательство Юрайт, 2022.)
- Филологический факультет Московского государственного университета имени М.В. Ломоносова: Очерки истории. 1941–2021. 4-е изд., испр. и доп. / Под общ. ред. проф. М. Л. Ремнёвой. М.: Изд-во Моск. ун-та, 2021.
- Испания и Россия перед вызовами времени / Отв. ред. Волосюк О. В. М.: Международные отношения, 2022.
- Испания. Книга открытий. Русский взгляд: сборник эссе / Ред. Фридштейн Ю. Г. М.: Центр книги Рудомино, 2022.

### Статьи в зарубежных научных изданиях
- Obolenskaya J. Las traducciones de la obra de León Tolstoy en España // Jornadas de filología eslava de la UCM. Madrid: Editorial Complutense, 1990. (исп.)
- Obolenskaya J. Historia de las traducciones de la literatura clásica rusa en España // Livius: Revista de estudios de traducción. 1992. № 1. P. 43–56. (исп.) PDF (8 МБ)
- Obolenskaya J. La historia de las traducciones de la literatura rusa y los problemas de equivalencia // III Encuentros Complutenses en torno a la Traducción. (Actas de los III Encuentros Complutenses en torno a la Traducción: celebrados en el Instituto Universitario de Lenguas Modernas y Traductores del 2 al 6 de abril de 1990. Madrid: Editorial Complutense, 1993. P. 169–181. (исп.) PDF (296 КБ)
- Obolenskaya J. La teoría de la traducción en Rusia: orígenes, evolución y perspectivas // IV Encuentros Complutenses en torno a la Traducción. (Actas de los IV Encuentros Complutenses en torno a la Traducción: celebrados en el Instituto Universitario de Lenguas Modernas y Traductores del 24 al 29 de febrero de 1992. Madrid: Editorial Complutense, 1994. P. 35–47. (исп.) PDF (2 МБ)
- Obolenskaya Yu. Historia de la teoría de la traducción en Rusia // Libri e riviste d'Italia. 1997. № 33. (исп.)
- Obolenskaya J. Pushkin en la cultura española // Actas de la II Conferencia de Hispanistas de Rusia, Moscú, 19–23 de abril de 1999. Madrid: Ediciones de la Embajada de España en Moscú, 2000. (исп.) PDF (2,4 МБ)
- Obolenskaya J. La adecuación y la equivalencia de la traducción: ¿la cuestión de terminología o la oposición conceptual? // Una mirada al taller de San Jerónimo. Bibliografías, Técnicas y Reflexiones en torno a la Traducción. Madrid: Editorial Complutense, 2003. P. 115–124. (исп.) PDF (616 КБ)
- Obolenskaya J. Funcionalidad de la teoría de la traducción hoy // Una mirada al taller de San Jerónimo. Bibliografías, Técnicas y Reflexiones en torno a la Traducción. Madrid: Editorial Complutense, 2003. P. 179–184. (исп.) PDF (334 КБ)
- Oboliénskaia Iu. L. A tradução literária no diálogo entre culturas i literaturas // Cadernos de Tradução. 2015. № especial. P. 179–200. (порт.)